# 阿里纳斯 (巴拿马)
阿里纳斯是巴拿马贝拉瓜斯省马里亚托区的一个城市，2010年是人口为663。 该市2000年时人口为1,459，1990年时人口为1,163。